# 埃姆里斯·托马斯
J·埃姆里斯·托马斯（英語：J. Emrys Thomas；1900年5月13日-20世纪90年代）是一位威尔士社会主义政治人物。
托马斯出生于梅瑟蒂德菲尔的独立工党党员家庭。 他曾在伯勒路学院学习教师课程，接着先后在庞特普里德的梅瑟、伦敦的威尔斯登和金斯伯里担任教师，最后，他成为了伍德菲尔德全日制特殊教育学校（英語：Woodfield Day Special School）的代理校长，并一直担任此职务，直至于1965年退休。
托马斯在年轻时就加入了独立工党，20世纪30年代末，他成为了独立工党全国行政委员会的南威尔士代表。独立工党在1932年退出了工党，后来在1939年，独立工党内部出现了一个想要重新加入工党的小组，成员中就有托马斯。小组反对独立工党并入工党，却建议独立工党党员以个人省份加入工党。尽管这一建议被独立工党代表大会否决，托马斯仍活跃于党内。二战期间，托马斯代表人民，参与了良心拒服兵役者中央委员会，后来，在50年代，他当上了独立工党伦敦分区的主席。1982年前，他还是殖民地自由运动的委员。
1962年至1974年间，托马斯担任独立工党主席。他卸任的次年，独立工党终于重新加入了工党，并重组为独立劳工出版物。卸任主席后的托马斯继续在独立工党全国委员会任职，直到1984年因视力不佳而辞职。之后，他依然活跃于地方政治中，并在1990年成为了独立工党资历最老的党员。